# Знаки отличия президента Украины «За мужество»
Знаки отличия президента Украины «За мужество» — звезда «За мужество» и крест «За мужество» (укр. Відзнаки президента України «За мужність» — зірка «За мужність» і хрест «За мужність») — вторая и третья награды независимой Украины — знаки отличия президента Украины, и первые, учреждённые президентом Украины Л. Д. Кучмой. Знаки отличия учреждены в соответствии с пунктом 9-2 статьи 114-5 действующей в 1995 г. Конституции Украины для награждения граждан Украины за личное мужество и отвагу, проявленные при защите государственных интересов Украины, конституционных прав и свобод человека, исполнении военного, служебного и общественного долга.
Награждание знаками отличия осуществлялось в 1995 — 1996 годах, до учреждения преемника наград — знака отличия президента Украины — ордена «За мужество». Лица, награждённые знаками отличия президента Украины — звездой «За мужество», крестом «За мужество» приравниваются к награждённым орденом «За мужество» и признаются кавалерами ордена «За мужество», сохраняя право ношения вручённых им знаков отличия.

## История награды
- 29 апреля 1995 года Указом президента Украины Л. Д. Кучмы № 340/95 учреждены знаки отличия президента Украины «За мужество» — звезда «За мужество» и крест «За мужество». Указом также утверждены Положение и описание знаков отличия. В тот же день было учреждено отличие президента Украины «Именное огнестрельное оружие».

- 21 августа 1996 года указом президента Украины Л. Д. Кучмы № 720/96 учреждён знак отличия президента Украины — орден «За мужество» I, II, III степени. Указом также утверждены Устав знака отличия и описание знаков ордена. К награждённым орденом «За мужество» были приравнены лица, награждённые знаками отличия президента Украины «За мужество» — звездой «За мужество» и крестом «За мужество»; прекращено дальнейшее награждение знаками отличия президента Украины «За мужество».

- 16 марта 2000 года Верховная Рада Украины приняла Закон Украины «О государственных наградах Украины», которым была установлена государственная награда Украины — орден «За мужество» I, II, III степени. Законом было предусмотрено, что его действие распространяется на правоотношения, связанные с награждением лиц, удостоенных знаков отличия президента Украины. Президенту было рекомендовано привести свои решения в соответствие с принятым Законом.

## Положение о знаках отличия
- Знаки отличия президента Украины — звезда «За мужество» и крест «За мужество» учреждены для награждения граждан Украины за личное мужество и отвагу, проявленные при защите государственных интересов Украины, прав и свобод человека, исполнении воинского, служебного и общественного долга.
- Знаком отличия президента Украины — звездой «За мужество» награждаются военнослужащие, сотрудники правоохранительных органов и иные лица за исключительное личное мужество и героизм, проявленные во время исполнения военного, служебного, общественного долга в условиях, связанных с риском для жизни.
- Знаком отличия президента Украины — крестом «За мужество» награждаются военнослужащие, сотрудники правоохранительных органов и иные лица за заслуги в укреплении обороноспособности и безопасности Украины, охране общественного порядка, борьбе с преступностью, за мужество и отвагу, проявленные во время спасения людей, материальных ценностей, ликвидации последствий стихийного бедствия, пожаров, катастроф, а также при других чрезвычайных ситуациях.
- Лицо, награждённое крестом «За мужество», может быть отмечено звездой «За мужество». Повторное награждение звездой «За мужество» и крестом «За мужество» не производится.
- Награждение знаком отличия президента Украины «За мужество» может быть произведено посмертно.
- Знак отличия президента Украины — звезду «За мужество» носят на правой стороне груди, крест «За мужество» — на левой.
- Лишение знака отличия президента Украины «За мужество» может быть произведено президентом Украины в случае осуждения награждённого за тяжкое преступление — по представлению суда на основании и в порядке, установленном законодательством.
- После смерти награждённого знак отличия президента Украины «За мужество» остаётся в семье умершего как память.

## Описание знака отличия президента Украины звезды «За мужество»
- Знак отличия президента Украины звезда «За мужество» изготовляется из серебра и имеет форму восьмиугольной звезды с пучками расходящихся лучей. Посредине звезды размещён круглый медальон, покрытый тёмно-малиновой эмалью, в центре которого — синий эмалевый круг с изображением Государственного герба Украины. В верхней части медальона, над кругом, — надпись: «За мужність», в нижней части, по краям, — две лавровые ветви. Очертания медальона и круга двойные.
- Все изображения и надпись — рельефные, позолоченные. Размер звезды между противоположными концами лучей — 63 мм.
- Обратная сторона знака плоская, с выгравированным номером звезды и нарезным штифтом с гайкой для прикрепления знака отличия к одежде.

В дальнейшем дизайн звезды «За мужество» был воспроизведён в звезде ордена «За мужество» І степени.

## Описание знака отличия президента Украины креста «За мужество»
- Знак отличия президента Украины крест «За мужество» изготовляется из нейзильбера и имеет форму креста с широкими заострёнными концами. Посредине знака — крест с позолоченными очертаниями, покрытый белой эмалью, из-под которого расходятся два скрещённых меча остриём вниз. На кресте размещён круглый медальон, залитый тёмно-малиновой эмалью, в центре которого — синий эмалевый круг с изображением Государственного герба Украины. В верхней части медальона, над кругом, — надпись: «За мужність», в нижней части, по краям, — две лавровые ветви. Очертания медальона и круга, надпись, лавровые ветви позолоченные. Все изображения рельефные. Размер креста — 41 х 41 мм.
- Крест с помощью кольца и ушка соединяется с пятиугольной колодой, обтянутой шёлковой муаровой лентой. На ленте — продольные полоски: широкие — жёлтая посредине и две синие по краям, узкие — малиновая, белая между ними и жёлтая по краям. Длина ленты — 45 мм, ширина — 28 мм; ширина полосок — 8 мм и 1 мм.
- Обратная сторона знака плоская, с выгравированным номером креста.
- На обратной стороне колодки — застёжка для крепления знака отличия к одежде.

В дальнейшем дизайн креста «За мужество» был воспроизведён в ордене «За мужество» ІІІ степени.

## Награждённые звездой «За мужество»
| Награждённые                                                       | Награждённые | Основания награждений |             | Дата                 | Указ |
| Яковенко Михаил Игнатьевич (укр. Яковенко Михайло Гнатович )       | командир оперативного взвода батальона милиции быстрого реагирования «Беркут» Управления МВД Украины в Луганской области, подполковник милиции                        | за личное мужество и героические действия при задержании вооруженных преступников                                                                   | (посмертно) | 7 мая1995 года       |      |
| Царенко Максим Владимирович (укр. Царенко Максим Володимирович )   | отрядный вожатый оздоровительного лагеря «Алые паруса», г. Евпатория, студент IV курса Винницкого государственного педагогического института                          | за исключительное личное мужество и героизм, смелые и решительные действия, проявленные при спасении детей в условиях, связанных с риском для жизни |             | 23 августа 1995 года |      |
| Вакуленко Леонид Михайлович (укр. Вакуленко Леонід Миколайович )   | командир вертолётной эскадрильи Национальной гвардии Украины, подполковник гвардии                                                                                    | за личное мужество и высокий профессионализм, проявленные при исполнении воинского долга                                                            |             | 2 ноября 1995 года   |      |
| Полтава Александр Адамович (укр. Полтава Олександр Адамович )      | заместитель командира взвода — командир отделения инженерно-спёрной роты отдельного специального батальона миротворческих сил ООН в бывшей Югославии, старший сержант | за личное мужество и героизм, проявленные при исполнении воинского долга                                                                            | (посмертно) | 1 декабря 1995 года  |      |
| Недужий Виталий Витальевич (укр. Недужий Віталій Віталійович )     | командир отделения отдельного батальона патрульно-постовой службы милиции при Винницком городском управлении УМВД Украины в Винницкой области, лейтенант милиции      | за личное мужество и героизм, проявленные при задержании вооруженных преступников, самоотверженное служение делу                                    | (посмертно) | 18 декабря 1995 года |      |
| Рубежанский Валерий Иванович (укр. Рубежанський Валерій Іванович ) | оперуполномоченный районного отдела Донецкого городского управления УМВД Украины в Донецкой области, капитан милиции                                                  | за личное мужество и героизм, проявленные при задержании вооруженных преступников, самоотверженное служение делу                                    | (посмертно) | 18 декабря 1995 года |      |
| Сибирцев Александр Петрович (укр. Сибірцев Олександр Петрович )    | начальник Артемовского городского отдела Управления Службы безопасности Украины по Донецкой области, подполковник                                                     | за личное мужество и отвагу, проявленные при исполнении служебного долга, преданность делу                                                          | (посмертно) | 23 марта 1996 года   |      |
| Кибенок Виктор Николаевич (укр. Кібенок Віктор Миколайович )       | начальник караула военизированной пожарной части № 6 по охране города Припять, Герой Советского Союза                                                                 | за исключительную личное мужество и самоотверженность, высокий профессионализм, проявленные во время ликвидации аварии на Чернобыльской АЭС         | (посмертно) | 26 апреля 1996 года  |      |
| Правик Владимир Павлович (укр. Правик Володимир Павлович )         | начальник караула военизированной пожарной части № 2 по охране Чернобыльской АЭС, Герой Советского Союза                                                              | за исключительную личное мужество и самоотверженность, высокий профессионализм, проявленные во время ликвидации аварии на Чернобыльской АЭС         | (посмертно) | 26 апреля 1996 года  |      |